# Bani (rivier)

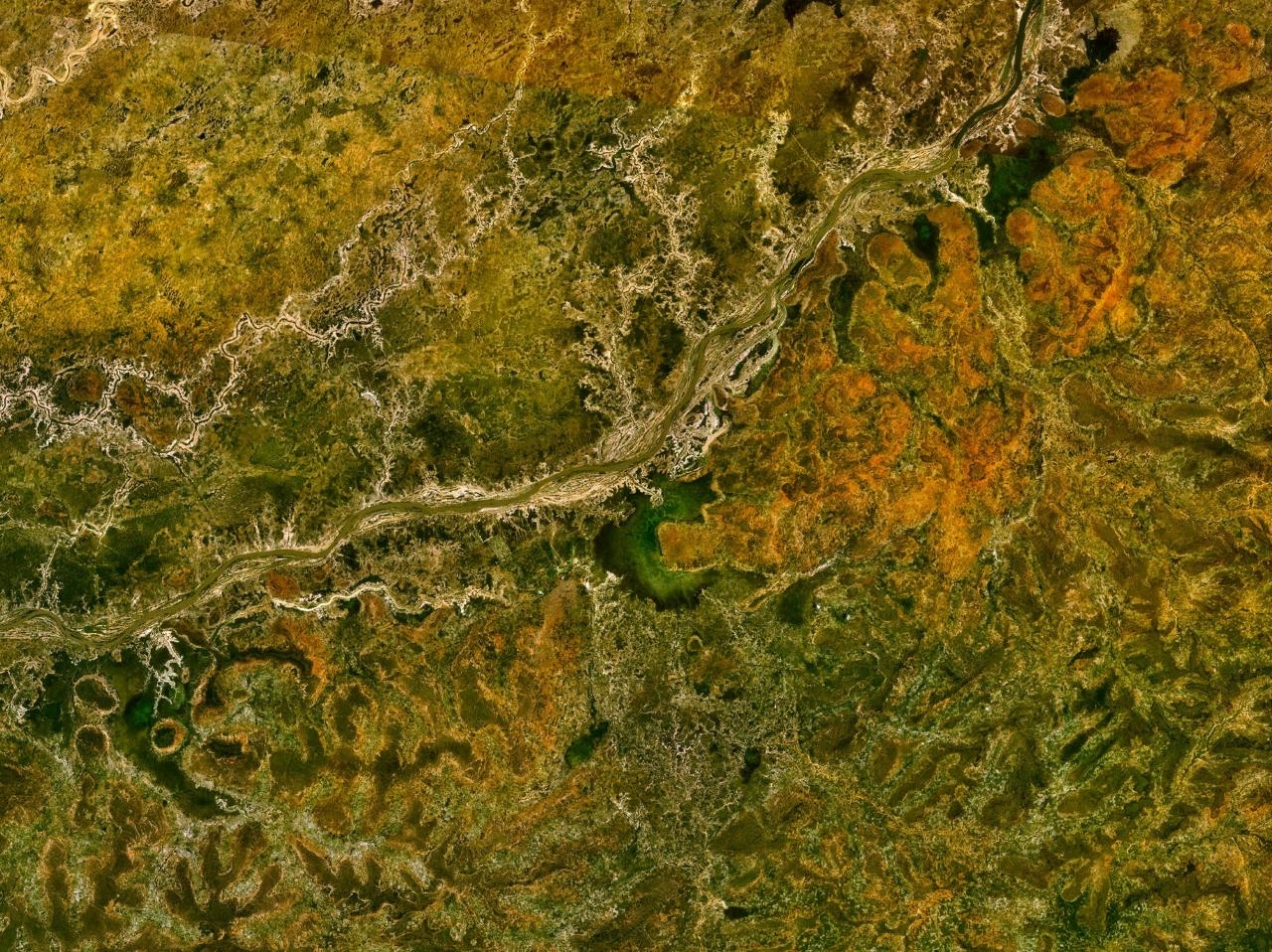
Satellietfoto van de Bani

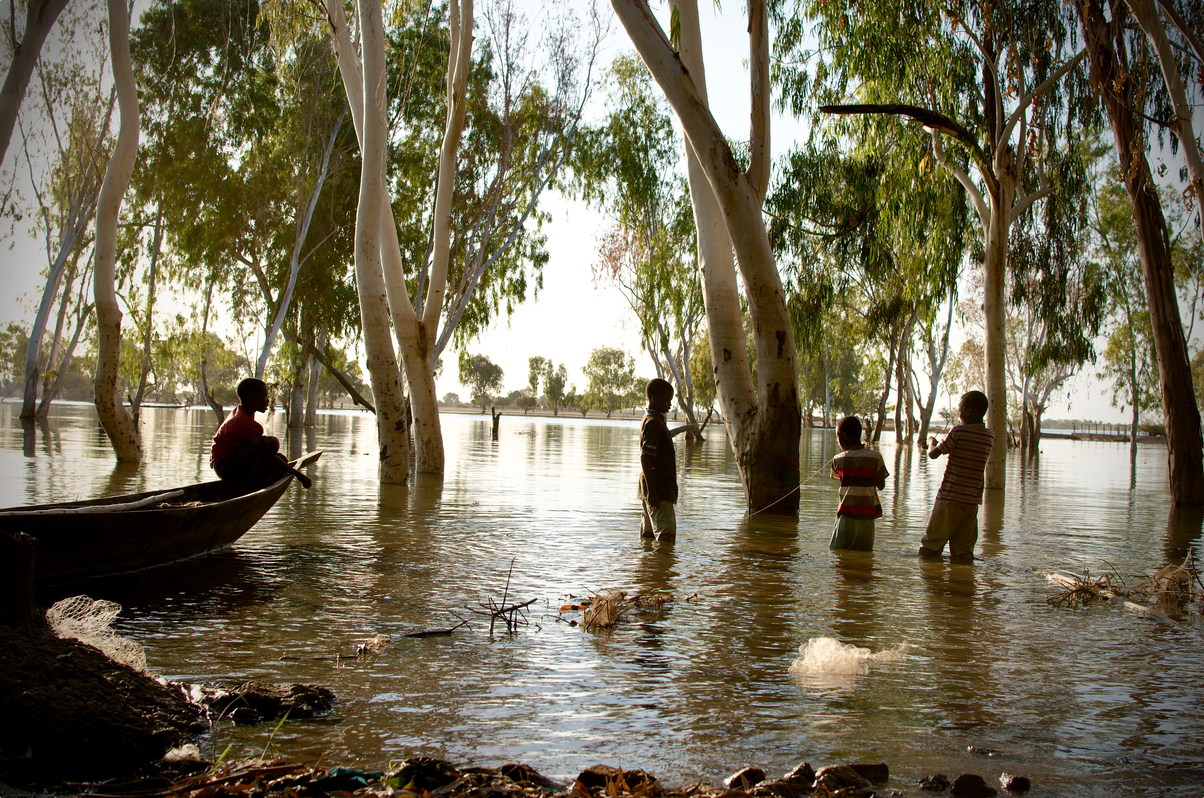
Teriya Bugu, Mali

De Bani is een 370 km lange zijrivier van de Niger in oostelijk Mali. Ze ontstaat door de samenvloeiing van de Baoulé en de Bagoé en mondt uit in de Niger in de buurt van Mopti.
De Bani is maar deels bevaarbaar.
Het landschap langs de rivier bestaat uit savanne. Langsheen de rivier wordt gierst, rijst, sorgo en maïs geteeld en wordt vee geweid.
Belangrijke steden langs de rivier zijn San en Djenné. Elk jaar treedt de Bani na de jaarlijkse regens buiten zijn oevers en verandert zodoende de stad Djenné tijdelijk in een eiland. 